# みとちゃん
みとちゃんは、三徳山世界遺産登録運動推進協議会が三徳山の世界遺産登録を後押しするために公募で選定したマスコットキャラクター及びイメージキャラクター。

## 特徴
三徳山をモチーフにし、おでこに投入堂が鎮座し、三徳桜を髪飾りにして、にこやかにほほえんでいる。
今後はガイドマップや三徳山関連の本、携帯ストラップなどに利用され、着ぐるみも作製する予定。